# Temporada 1969-70 de la ABA
La Temporada 1969-70 de la ABA fue la tercera temporada de la American Basketball Association. Tomaron parte 11 equipos divididos en dos conferencias, disputando una fase regular de 78 partidos cada uno. Los campeones fueron nuevamente los Indiana Pacers que derrotaron en las Finales a Los Angeles Stars.

## Equipos participantes
Nuevamente hubo varios cambios de sede de los equipos. Los Houston Mavericks se trasladaron a Greensboro, convirtiéndose en los Carolina Cougars. Los Minnesota Pipers regresaron a Pittsburgh, mientras que los Oakland Oaks cambiaban a la costa Este, pasando a ser los Washington Caps.
- Carolina Cougars
- Dallas Chaparrals
- Denver Rockets
- Indiana Pacers
- Kentucky Colonels
- Los Angeles Stars
- Miami Floridians
- New York Nets
- New Orleans Buccaneers
- Pittsburgh Pipers
- Washington Caps

## Clasificaciones finales
| Equipo            | G  | P  | %    | PV |
| ----------------- | -- | -- | ---- | -- |
| Indiana Pacers    | 59 | 25 | 70,2 | -  |
| Kentucky Colonels | 45 | 39 | 53,6 | 14 |
| Carolina Cougars  | 42 | 42 | 50,0 | 17 |
| New York Nets     | 39 | 45 | 46,4 | 20 |
| Pittsburgh Pipers | 29 | 55 | 34,5 | 30 |
| Miami Floridians  | 23 | 61 | 27,4 | 36 |

| Equipo                 | G  | P  | %    | PV |
| ---------------------- | -- | -- | ---- | -- |
| Denver Rockets         | 51 | 33 | 60,7 | -  |
| Dallas Chaparrals      | 45 | 39 | 53,6 | 6  |
| Washington Caps        | 44 | 40 | 52,4 | 7  |
| Los Angeles Stars      | 43 | 41 | 51,2 | 8  |
| New Orleans Buccaneers | 42 | 42 | 50,0 | 9  |

## Estadísticas
| Categoría                    | Jugador            | Equipo                   | Prom. |
| ---------------------------- | ------------------ | ------------------------ | ----- |
| Puntos por partido           | Spencer Haywood    | Denver Rockets           | 30    |
| Rebotes por partido          | Spencer Haywood    | Denver Rockets           | 19,5  |
| Asistencias por partido      | Larry Brown        | Washington Caps          | 7,1   |
| Porcentaje de tiros de campo | Trooper Washington | Pittsburgh / Los Angeles | 55,0  |
| Porcentaje de tiros libres   | Darel Carrier      | Kentucky Colonels        | 89,2  |
| Porcentaje de tiros de 3     | Darel Carrier      | Kentucky Colonels        | 37,5  |

## Premios de la ABA
- MVP de la temporada: Spencer Haywood, Denver Rockets
- Rookie del año: Spencer Haywood, Denver Rockets
- Entrenador del año: Bill Sharman, Los Angeles Stars y Joe Belmont, Denver Rockets
- MVP de los Playoffs: Roger Brown, Indiana Pacers
- Mejor quinteto de la temporada:
  - Rick Barry, Washington Caps
  - Spencer Haywood, Denver Rockets
  - Mel Daniels, Indiana Pacers
  - Bob Verga, Carolina Cougars
  - Larry Jones, Denver Rockets
- 2º mejor quinteto de temporada:
  - Roger Brown, Indiana Pacers
  - Bob Netolicky, Indiana Pacers
  - Red Robbins, New Orleans Buccaneers
  - Louie Dampier, Kentucky Colonels
  - Donnie Freeman, Miami Floridians
- Mejor quinteto de rookies:
  - Mike Barrett, Washington Caps
  - John Brisker, Pittsburgh Pipers
  - Mack Calvin, Los Angeles Stars
  - Spencer Haywood, Denver Rockets
  - Willie Wise, Los Angeles Stars